# Flipper (film 1996)
Flipper è un film del 1996, diretto da Alan Shapiro. Remake de Il mio amico delfino (1963) di James B. Clark.

## Trama
L'adolescente Sandy Ricks viene mandato dalla madre a passare l'estate con suo zio Porter nella cittadina di Coral Key, su una non precisata isoletta (a quanto si evince, la madre sta affrontando una separazione). Inizialmente, Sandy è abbattuto: non conosce lo zio e si perderà il concerto dei Red Hot Chili Peppers, di cui ha già il biglietto.
Lo zio Porter è molto rozzo e diretto, ma altrettanto ospitale e alla mano, tuttavia non riesce a spuntarla sul giovane. L'uomo, inoltre, vive con un pellicano di nome Pete.
Il giorno dopo, Sandy accompagna lo zio a pescare sulla sua barchetta, e i due incontrano Dirk Moran, l'arcinemico di Porter, che festeggia con un gruppo di amici sul suo yacht: questo è un gradasso sbruffone, sicuramente arricchito, al contrario di Porter che vive alla giornata di pesca, come molti sull'isola. Sandy osserva un piccolo gruppo di delfini, di cui è meravigliato, i quali mangiano le esche di Dirk: l'uomo spara loro, uccidendone un paio; altri scappano, infine uno si avvicina alla bagnarola di Porter, cercando protezione: Sandy invia il malvagio Dirk altrove, salvando l'animale. Il ragazzo e il delfino si separano.
Più tardi, Porter presenta il nipote alla sua fidanzata Cathy, biologa marina relegata sull'isoletta a vendere piccoli animali e esche, e suo figlio Marvin, schivo e silenzioso, ma un genio della meccanica. Mentre i due adulti chiacchierano, Porter spiega alla donna di non avere più avuto una buona pesca dall'estate, e Cathy afferma di aver trovato tracce di diossina nelle acque dell'isola.
Sandy intanto si è già industriato per poter fuggire dall'isola e raggiungere gli amici per il concerto dei "Chili Peppers" sulla terraferma: quella notte prenderà un traghetto di nascosto dallo zio.
Quella sera, approfittando di un'uscita tra Porter e Cathy, Sandy esce di casa per raggiungere il molo. Mentre è in attesa, ritrova il delfino conosciuto in mattinata e ci gioca un po', trovando molta intesa; all'arrivo del battello, saluta l'animale e scappa.
Il mattino dopo, Porter si sveglia per la pesca, ma scopre che il nipote è scappato; un marinaio gli dice di averlo visto, così rincorre il battello con la sua bagnarola per riprenderlo (e facendogli fare brutta figura con due ragazze). Nel tempo perso a rincorrere il nipote, Porter avrebbe tuttavia dovuto preparare la casa per l'imminente tempesta, proteggendo porte e finestre.
Dopo aver passato la notte in una baracca e aver discusso animatamente, i due trovano la casa divelta dalla furia del mare. Sandy è arrabbiato per aver perso i biglietti del concerto, Porter per non aver potuto proteggere la casa per la tempesta, così i due stringono un patto: Sandy aiuterà lo zio a risistemare la casa, e Porter, giacché deve andare sulla terraferma per far riparare la barca, gli prenderà altri biglietti per un'altra data del concerto (a Orlando), a cui andranno insieme.
Durante i giorni di lontananza dello zio, Sandy viene distratto dal suo lavoro dal ritorno del delfino, e scopre che l'animale è amico di una ragazza carina di nome Kim, già notata al molo: per legarci, Sandy finge di conoscere il delfino da molto tempo e di averlo chiamato Flipper. Kim dice che Flipper è stato fortunato a sopravvivere, poiché nella zona si tramanda la leggenda del temibile squalo martello Scar. I due ragazzini stringono amicizia e fanno nascere un piccolo spettacolo acquatico con Flipper per guadagnare qualche soldo e sfamarlo, che ha successo e attrae tutti i ragazzi dell'isola. Al suo ritorno, lo zio non trova alcun lavoro terminato e requisisce il denaro guadagnato dai due; inoltre, siccome Sandy "si sente grande", gli fa fumare un sigaro, provocandogli però solo un forte attacco di vomito. La presenza di Flipper riesce anche a sbloccare il timidissimo Marvin, e Porter non può fare altro che accettare la presenza dell'animale nel gruppo, obbligando però Sandy a sfamarlo.
Un giorno, mentre sono al ristorante, il gruppo viene avvicinato da Dirk Moran, che ricorda a Porter che è illegale tenere un delfino come animale da compagnia; poco dopo, gli uomini di Dirk catturano Flipper, ma Porter salva il delfino e tra i due parte una serie di minacce. Questo episodio causa l'arrivo dello sceriffo Buck (amico di Porter) che spiega che Flipper deve essere liberato in mare o verrà portato in un acquario. Sandy, a malincuore, accetta che venga liberato in mare, anche se la notte stessa prende il mare con Kim per recuperarlo. Qui, nella notte, i due giovani vedono in lontananza Dirk Moran e i suoi uomini che buttano dei barili in mare.
Il mattino dopo, Flipper viene ritrovato a riva, morente; immediatamente viene tratto in salvo e lasciato alle cure di Cathy, grazie alle quali il giorno dopo è ristabilito.
Nei giorni seguenti, la donna afferma di aver trovato della diossina nel sangue dell'animale: ecco perché la pesca è così scarsa. Sandy comunica agli altri cosa ha visto assieme a Kim di notte, così Porter e Cathy mostrano a Buck i risultati delle analisi; Buck afferma che quelle prove non sono sufficienti: i due dovranno sorprendere Dirk mentre butta il veleno in mare. Ancora, Buck ricorda ai due che non possono tenere il delfino in cattività e che deve essere liberato entro tre giorni (il che causerebbe la sua morte) o portato al parco acquatico di Sea World.
Porter, Sandy, Cathy, Kim, Marvin e Flipper partono in mare aperto per incastrare Dirk: attaccano una telecamera alla testa di Flipper che potrà esplorare i fondali e registrare tutto. Dopo aver registrato alcune immagini di barili di veleno sul fondale, Flipper ritrova il suo branco: si stacca la telecamera e si riunisce a loro. Mentre Cathy propone di ritrovare Flipper con un sonar, Sandy decide di fare di testa propria: prende un piccolo gommone e si stacca dal gruppo, avvertendo solo Marvin. Invece, il ragazzino incontra la barca di Dirk, il quale dirige sicuro nella sua direzione, per distruggere il gommone: Sandy sopravvive per miracolo, ma viene attaccato dal leggendario squalo martello Scar. Flipper e il suo branco attaccano lo squalo per difendere il ragazzino, allontanando la temibile bestia.
Dirk ritorna verso Sandy e, fingendo di salvarlo, ritenta di ucciderlo, direttamente, ma interviene nuovamente Flipper che da un colpo di coda all'uomo, che cade in mare. Arriva il resto del gruppo e Porter mette fuori gioco il nemico con un pugno. Infine arriva anche Buck, allertato dal gruppo e arresta finalmente Dirk. Bisogna prendere una decisione per Flipper, e Sandy decide che sia giusto che Flipper torni in mare aperto con il branco, ora che le acque verranno ripulite.
Qualche giorno dopo, la madre di Sandy viene a prendere il figlio, il quale saluta tutti e chiede allo zio se può tornare l'estate successiva, e lo zio accetta.
Sul battello di ritorno, Sandy vede in lontananza un branco di delfini che saltano: è sicuramente Flipper, giunto per salutare il ragazzo.

## Differenze con il film originale
- Nel film del 1963, così come nella successiva serie televisiva Flipper, Porter è il padre di Sandy e non lo zio.
- Nel film originale vi è una moria di pesci per cause naturali e non dovuta all'inquinamento, ed è lo stesso Porter a voler eliminare Flipper poiché compete per il pesce, ricredendosi solo alla fine.
- Flipper nel film del 1963 affronta lo squalo da solo e lo uccide, qui lo fa fuggire aiutato dal suo branco.

## Produzione
Flipper fu girato interamente alle Bahamas. Walt Conti e la sua squadra realizzarono diversi delfini animatronici, che usarono per larga parte delle riprese, anche in scene dove Flipper interagisce coi personaggi umani, o nuota. Conti, infatti, spiegò che addestrare e usare delfini reali per il film era più difficile di quanto si potesse generalmente pensare.